# 宿城区
宿城区（しゅくじょう-く）は中華人民共和国江蘇省宿遷市に位置する市轄区。

## 歴史
東晋により設置された宿預県を前身とする。南北朝時代には北周により泗州の州治、隋代には下邳郡の郡治、唐代には再び泗州の州治とされている。762年（宝応元年）に宿遷県と改称された。
1987年に県級市に昇格し宿遷市と改称、1996年に地級市の宿遷市が設置されることに伴い宿城区と改編され現在に至る。

## 行政区画
- 街道:幸福街道、項里街道、河浜街道、古城街道、双荘街道、支口街道、洋北街道、黄河街道、三棵樹街道、古楚街道
- 鎮:耿車鎮、埠子鎮、竜河鎮、中揚鎮、陳集鎮、蔡集鎮、王官集鎮、屠園鎮、洋河鎮
- 郷:南蔡郷